# Naulitz (Gera)
Naulitz ist der kleinste Ortsteil der kreisfreien Stadt Gera in Thüringen.

## Geographie
Naulitz liegt im Osten von Gera an der Bundesstraße 7 in Richtung Ronneburg. In der Gemarkung entspringt der Lammsbach, der über den Gessenbach in die Weiße Elster fließt. Am Ortsrand befinden sich Diabasvorkommen vulkanischen Ursprungs, der Abbau wurde eingestellt.

## Geschichte
Südlich der Ortslage von Naulitz befindet sich auf dem Glockenberg die Naulitzer Schanze, eine frühdeutsche Burganlage. Sie wurde 1929 erforscht und diente demnach als Fluchtburg für die Dorfbevölkerung. Der von den deutschen Siedlern übernommene, noch in der ursprünglich slawischen Rundlingsform um einen Teich angelegte Ort wurde Nuwelicz, Nueliz, Nueliz oder auch Naulis genannt.
Die älteste bekannte Erwähnung des Ortes datiert auf den 5. März 1291. Sie erwähnt einen Ritter Henrico de Nuweliz und dessen neuer Frau Hedwig von Mosen, deren Ehe durch Papst Nikolaus IV. (!) anerkannt wurde und der den Bischof von Naumburg beauftragte, nachträglich den Ehedispenz zu erteilen. Diese als Ortsadel identifizierte Familie ist bis 1354 nachweisbar, das zugehörige Rittergut wurde schon vor der Reformation aufgehoben. Bis zur Kirchenvisitation im Jahr 1533 bestand in Naulitz eine Kapelle, die Pfarrei wurde nach dieser Visitation geschlossen, die Kirchengüter der Pfarrei in Ronneburg übertragen. Bis 1918 gehörte Naulitz zum Herzogtum Sachsen-Altenburg. Ende der fünfziger Jahre wurde von den Naulitzer Bauern und Landarbeitern die LPG Frieden gegründet, Anfang der sechziger Jahre ging sie in der LPG Wilhelm Pieck im nahen Kauern auf. Die LPG war bis zur Wende Hauptarbeitgeber für die wenigen Einwohner des Ortes.

## Kultur und Sehenswürdigkeiten

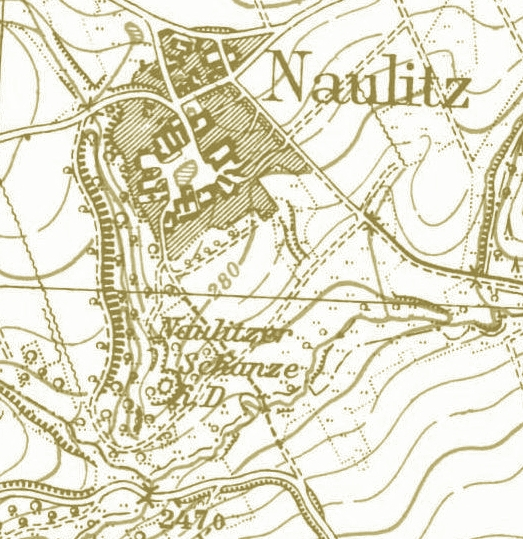
Kartendarstellung (um 1930)

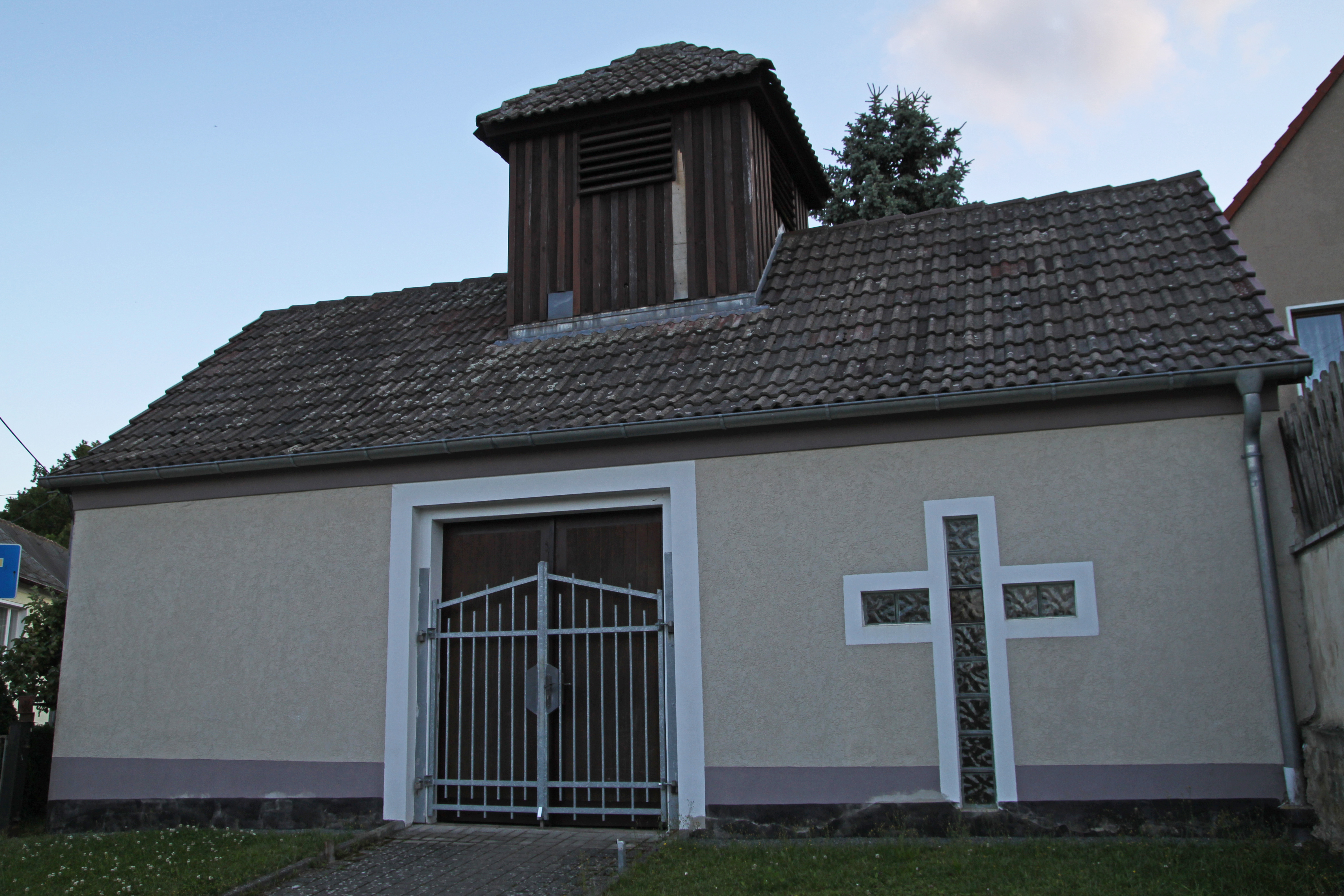
Dorfkapelle Naulitz

- Den Mittelpunkt des Dorflebens bilden die Freiwillige Feuerwehr, eine Ortsgruppe der Volkssolidarität sowie der Heimatverein Naulitzer Schanzen e. V.
- Südwestlich des Ortskerns gelegen ist die Naulitzer Schanze, das Bodendenkmal gilt als  Überreste einer ehemaligen zweiteiligen Burg. Gut zu erkennen sind bis heute die Wälle und Gräben der ehemaligen Umfriedung. Eine früher genutzte Kapelle auf diesem Areal ist später verfallen, im Ort entstand ein eigenes Gotteshaus mit Glockenturm, deren älteste Glocken aus dem 14. Jahrhundert datieren und vermutlich aus dieser Kapelle stammen.
- Das Leichen- und Spritzenhaus stand früher im Ort Schmirchau und wurde bei der Absiedelung dieses Ortes im Rahmen des Uranerzbergbaues nach Naulitz versetzt. Das Gebäude wurde bis zur Sanierung 2001 gleichzeitig als Trauerhalle und Feuerwehrgarage der Freiwilligen Feuerwehr genutzt. Die Räume der Feuerwehr wurden dann in die Kulissenscheune verlegt, einem provisorischen Außenlager der Geraer Bühnen.
- 2006 übernahm der Verein Naulitzer Schanzen e. V. das Kulissenlager durch Erbbaurecht und baut es seitdem zum kulturellen Zentrum von Naulitz aus.

## Politik
Am 1. Juli 1950 wurde die bis dahin eigenständige Gemeinde Naulitz nach Ronneburg eingemeindet. Zum 1. Juli 1994 erfolgte auf Wunsch der Einwohner der Wechsel in die Stadt Gera, ein Ortsteilrat wurde gebildet, Ortsteilbürgermeister ist seit 1994 Harry Schmidt (parteilos).

## Bildung
Im Nachbarort Gera-Thränitz befindet sich die Kindertagesstätte Regenbogen. Laut Schulnetzplan der Stadt Gera wurden die Geraer Bergschule als Grundschule, die Ostschule als Regelschule bestimmt.